# Волощина
Воло́щина (рум. Țara Românească, рум. кирил. Цѣ́ра Рꙋмѫнѣ́скъ; лат. Valachia) — історичний регіон, розташований на півдні сучасної Румунії між Карпатами і Дунаєм. Ділиться річкою Олт на Мунтенію (Велику Волощину) і Олтенію (Малу Волощину). З XIV століття на території сучасної Волощини існувало Волоське князівство, яке з XVI століття потрапило у феодальну залежність від Османської імперії. З XVIII століття в країні встановлений фанаріотський режим. В 1859 році Волоське князівство об'єдналось з Молдавським князівством в Об'єднане князівство Волощини і Молдови. Назва волоського горіха походить від назви цього краю.

## Назва
- Валахія (лат. Valachia; рум. Valahia, МФА: [vaˈlahi.a]; англ. Wallachia, Walachia) — «країна валахів (волохів)»
- Влахія (нім. Wlachia)
- Волоська земля (ст.-укр. Волошская земля[1])
- Волощина (пол. Wołoszczyzna), Волохія
- Румунія (рум. Цѣра Рȣмѫнѣскъ, Ţara Românească, [ˈt͡sara romɨˈne̯askə])
- Ефлак (тур. Eflak) — назва Волощини в Османській імперії
- Угровлахія (церк.-слов. Угровлахія), або Угро-Власька земля (церк.-слов. Землѧ Ѹгровлахїиска, Угро-Влахїйская земля[2]) — у документах Мірчі I.
- Князівство Мунтенії й Олтенії (Muntenia i Oltenia)
- Куманія (лат. Cumania)
- Гавашалфелд, або Гірська земля (угор. Havasalföld, [ˈhɒvɒʃɒlføld])

## Історія
Після відходу римлян (III століття) землі Румунії протягом декількох століть були об'єктом вторгнень готів, гунів, аварів, слов'ян та інших народів. Романізоване населення Середнього і Нижнього Подунав'я в східнослов'янських джерелах називалося волохами. Значна його частина в IX—X століттях прийняла християнство східного обряду. На цих територіях утворилися пізніше Волоське і Молдавське князівства. Разом з християнством поширилася слов'янська писемність, внаслідок чого староболгарська мова аж до середини XVIII століття залишалась тут офіційною мовою церкви та державного діловодства.
Вже в X—XI століттях на території сучасної Румунії стали виникати земельні володіння (кнезати), власники яких називалися по-слов'янськи князями. Проте більшість сільського населення аж до XIV століття складали вільні общинники.
За історичними літописами, князівство створив Басараб I у 1330 році, який повстав проти угорського короля Карла Роберта та захопив землі по обох берегах річки Олт і зробив столицею своїх володінь Кимпулунг-Мусчел. Басараб I відмовився передати Угорському королівству землі Фагараш, Алмаші та Дробета-Турну-Северин та розбив Карла Роберта в битві при Посаді (1330). У 1334 році ногайці захоплюють Кілію, і правління Басараба I припинилося.
У 1358 році угорці захопили землі на південь від Дунаю і змусили волоського правителя визнати свій сюзеренітет.  У 1428 році був укладений мирний договір з турками, що стало початком їхнього панування.

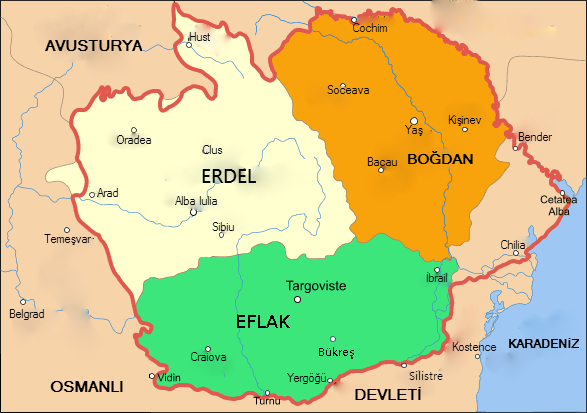
Богданія (Молдова), Ефлак (Волощина) і Ердель (Семиграддя)

У 1768 році під час російсько-турецької війни (1768—1774) Волощина перейшла під управління Росії, чому сприяло антитурецьке повстання Пірву Кантакузена. Однак міста Бреїла, Джурджу і Турну-Мегуреле залишалися під прямим османським правлінням з 1417 до 1829 року.
Адріанопольський мирний договір 1829 року надав Дунайським князівствам автономію. Валахії були повернуті Бреїла, Джурджу і Турну-Мегуреле. Договір також дозволив Молдовському та Волоському князівствам вільно торгувати з іншими державами. У цей період була відновлена волоська армія (1831), проведена податкова реформа, а також проведені містобудівні роботи в Бухаресті та інших містах. Дунайські князівства з 1829 року перебували під контролем Російської імперії. Після закінчення Кримської війни на Паризькому конгресі ухвалили рішення позбавити Російську імперію прав на Волощину і Молдову. Також три південні повіти Бессарабської губернії передавалися Молдовському князівству.
У 1848 році на території Волоського князівства вибухнула революція, яка мала за мету демократизувати суспільство та провести реформи на користь селян (на той час селянське питання гостро стояло у обох Дунайських князівствах). Народні заворушення розпочалися 9 червня, згодом охопивши Бухарест. 11 червня влада в країні перейшла до тимчасового уряду. Влітку влада ще належала революційному урядові, але ситуація була вкрай критичною. Країна пережила декілька невдалих державних переворотів, влаштованих боярами.
13 вересня до Бухареста наблизилася османська армія Фуад-паші та штурмувала місто. Революція зазнала поразки, вслід за османськими військами до Волощини увійшли російські. Між Росією та Османською імперією був підписаний Балталиманський договір, що значно обмежував автономію Волощини та Молдовського князівства у складі Османської імперії.
Вже після 1849 року румунський національний рух консолідувався. Усвідомивши свої помилки, опозиціонери висунули на перший план об'єднання Дунайських князівств у єдину державу. Проведення ліберальних реформ планувалося румунською інтелігенцією вже на основі майбутньої єдиної держави. Частина інтелігенції повернулася в Дунайські князівства після 1854 року, коли звідти пішли реакційні російські війська. У Яссах та Бухаресті за підтримки Когелнічану видавалися газети «Тімпул», «Стяуа Дунеря», «Роминія літераре» і «Патрія». У газетах центральною темою була культурна єдність князівств і необхідність створення єдиної Румунії. У Дунайських князівствах тим часом склалася складна ситуація. Феодальний лад, який так і не був ліквідований революціями 1848 року, впливав на розвиток цих держав. Низька купівельна спроможність населення, викликана недостатніми доходами і вузькість внутрішнього ринку гальмували розвиток Волощини та Молдови. Юніоністи намагалися досягти своєї мети легальними методами, за допомогою Адунаря Обштяске. Їх противниками стало консервативно налаштоване «велике» боярство і наближені до господарів чиновники. У першу чергу це пояснювалося побоюванням втрати прибуткових місць у владі і лояльності господаря. Бояри побоювалися того, що ліберально налаштовані юніоністи отримають підтримку серед селянства і зможуть позбавити їх землі. Таким чином, після Кримської війни у Волощині та Молдові виникло два протиборчі табори — юніоністи і боярство. Всі політичні суперечки та розбіжності точились навколо створення єдиної румунської держави.
7 липня 1857 року в Молдовському князівстві відбулися вибори в Ад-гок, але більша частина населення їх бойкотувала. У такій ситуації султан змушений був визнати, що Вогориде вибори сфальсифікував, і призначити нові. У результаті других виборів у молдовський Ад-гок пройшло багато представників юніоністського руху. У 1858 році в Парижі відбулося ще одне засідання представників великих держав. Цього разу однією з основних тем став розгляд резолюцій, запропонованих торік диванами Ад-гок. Конгрес тривав з 10 травня до 7 серпня, на ньому була прийнята спеціальна Паризька конвенція про устрій Дунайських князівств. Попри це рішення, конвенція не була остаточним розв'язанням румунського національного питання, і те залишалося відкритим. Після того, як Російська імперія програла Кримську війну і вивела свої війська з князівств, ті стали залежними від держав Західної Європи. З Волощини і Молдови на захід вивозилося зерно й сировина для промислового виробництва, тому ті стали залежними від західних капіталів (зокрема британських і французьких). Пізніше Велика Британія і Франція планували знайти для Волощини та Молдови єдиного монарха, лояльного до них, після чого половинчасте об'єднання князівств повинно бути завершено. Конвенція, прийнята в Парижі, не принесла очікуваного юніоністам негайного об'єднання Волощини та Молдови в єдину державу. Вони усвідомили, що боротьбу за об'єднання слід проводити своїми силами, не покладаючись на інші держави. Попри це, юніоністи пізніше скористалися половинчастим об'єднанням князівств, сформувавши на його основі цілісну державу. Союз із Князівством Молдови в 1859 р. у 24 грудня 1861 року став правонаступником князівства Румунії.

## Галерея

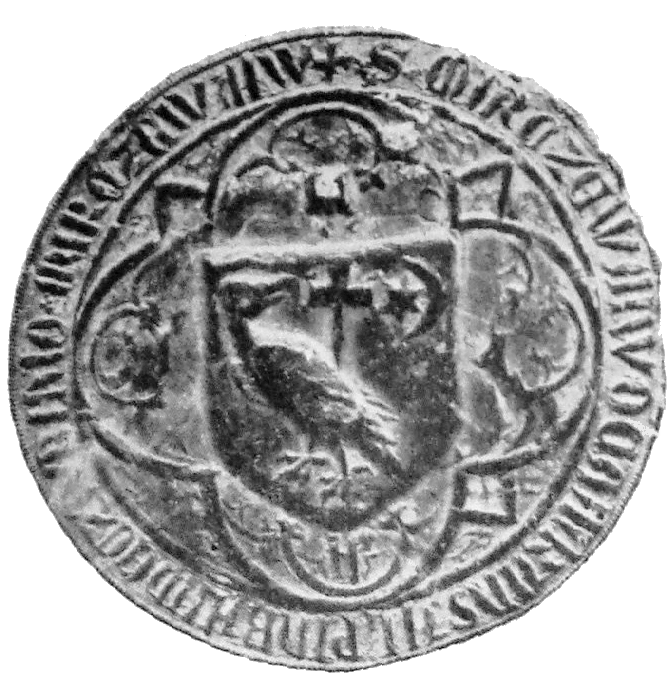
1390
Прапор Волощини у 1600, La Metoposcopia, 1625.
Національний прапор для судноплавства на Дунаї і на морі (1836), Джон Б. Хоббс і J. S. Hobbs[3]
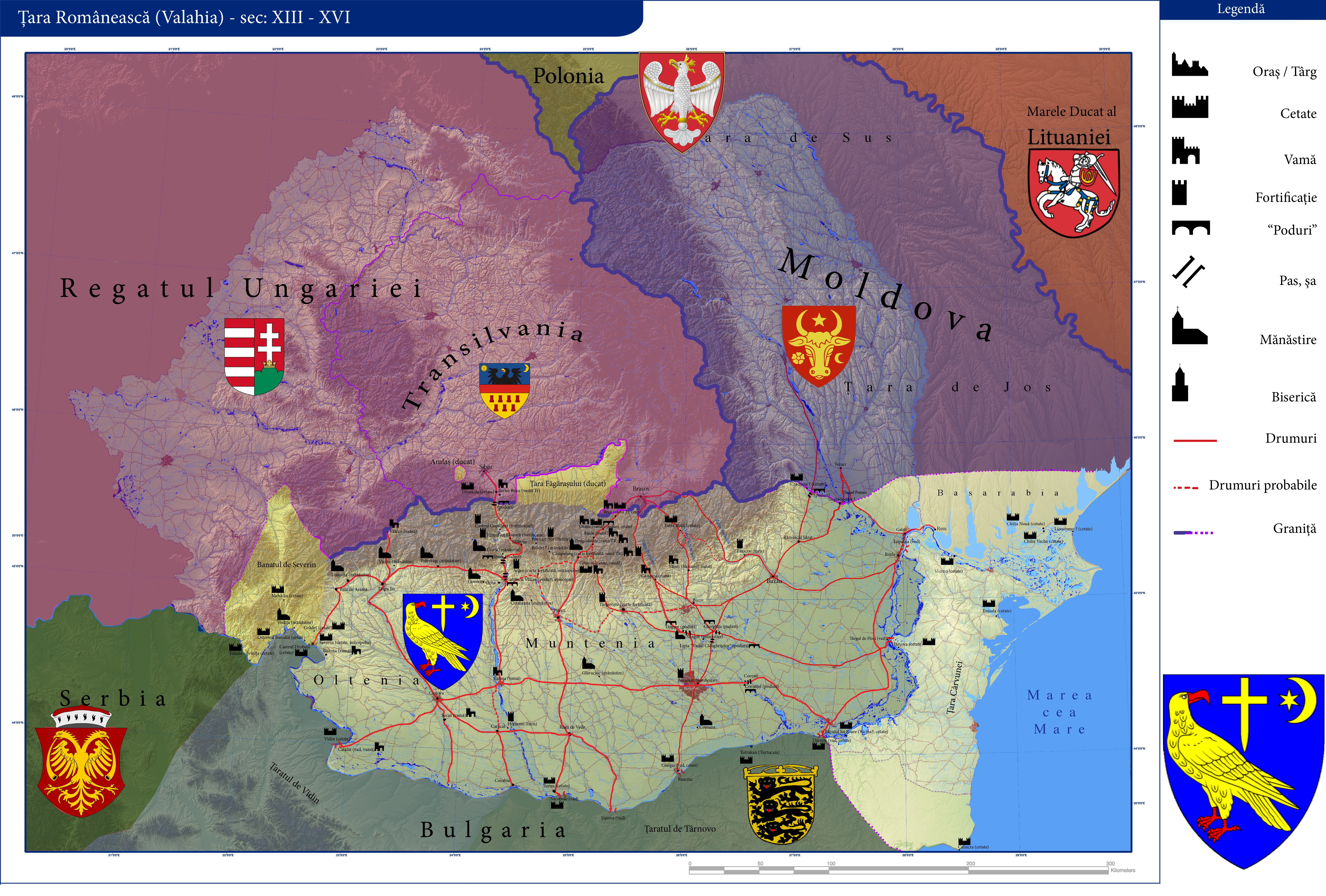
Волощина між XIII - XVI століттями
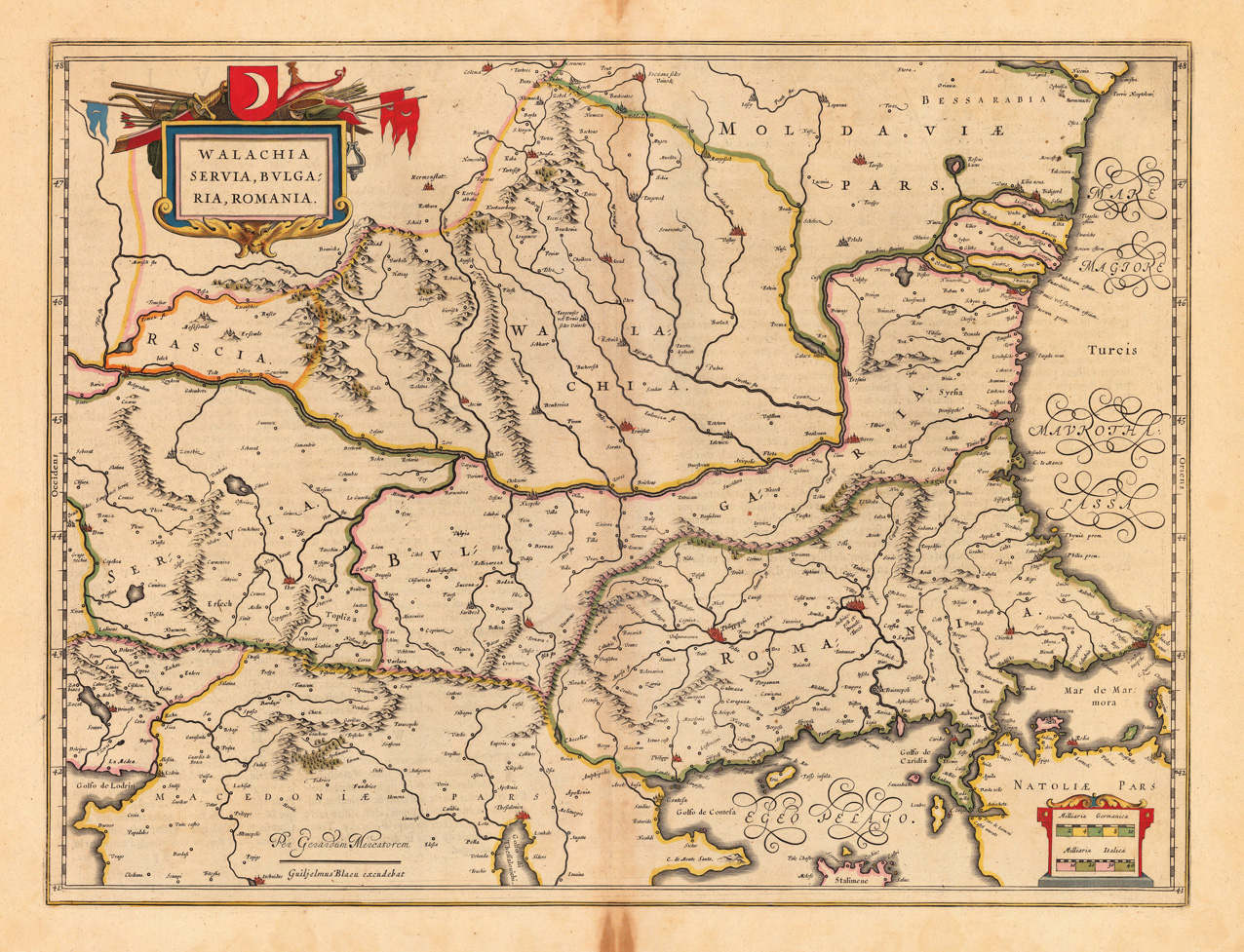
Волощина на голландській мапі 1650 року
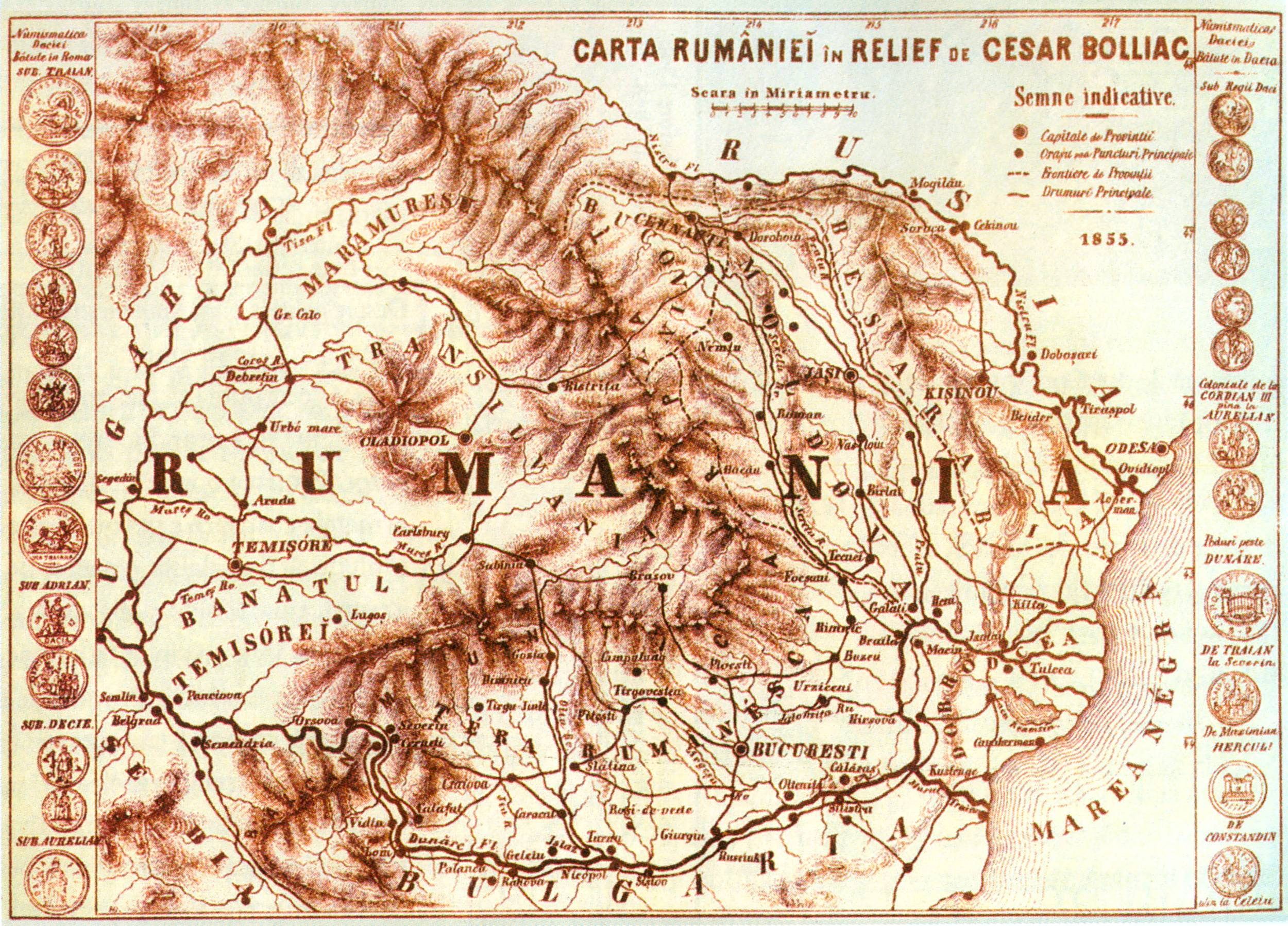
На гіпотетичній мапі країни 1855 року Волощина називається Цара Роминяске
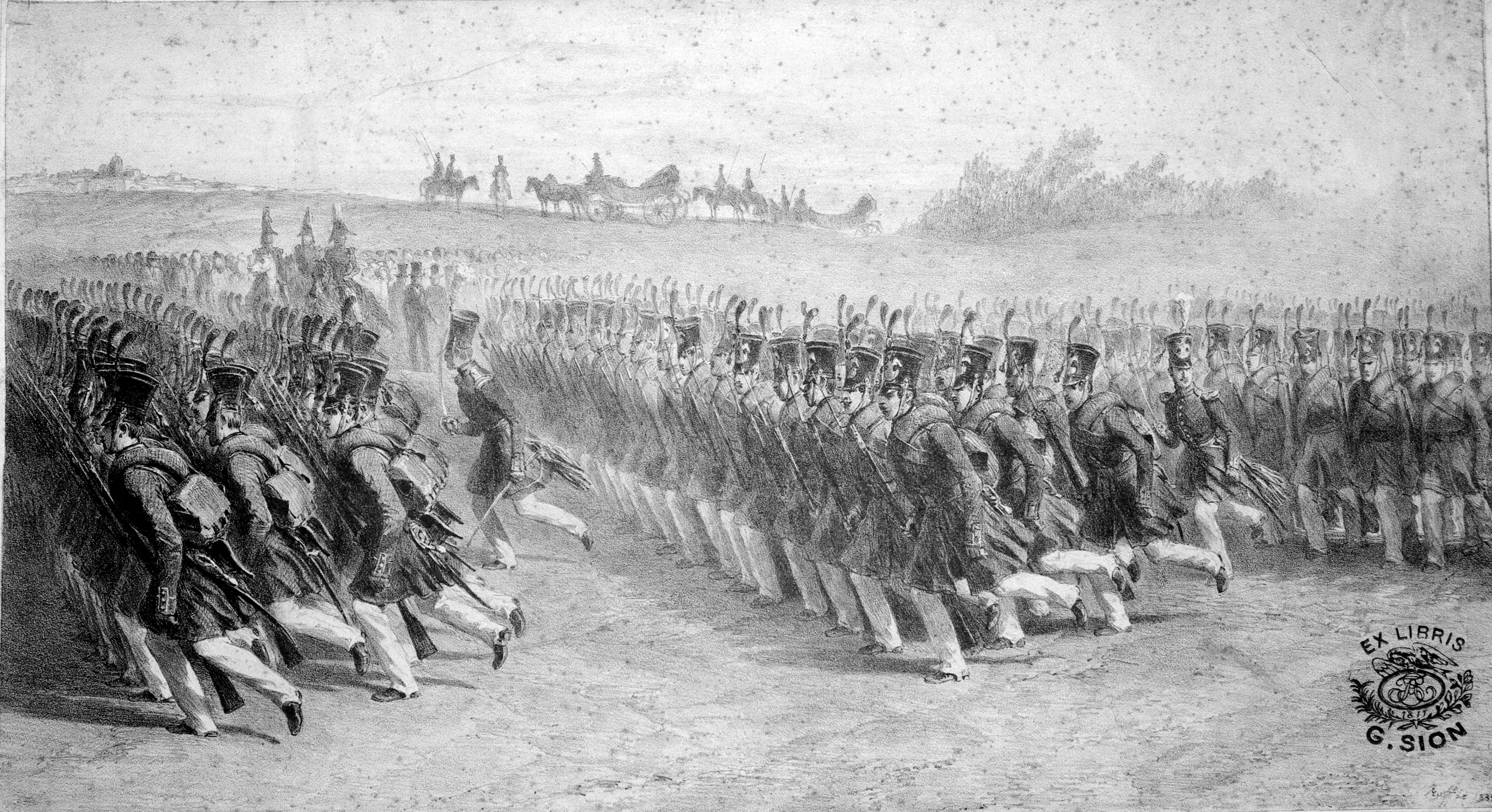
Волоська піхота 1837 року
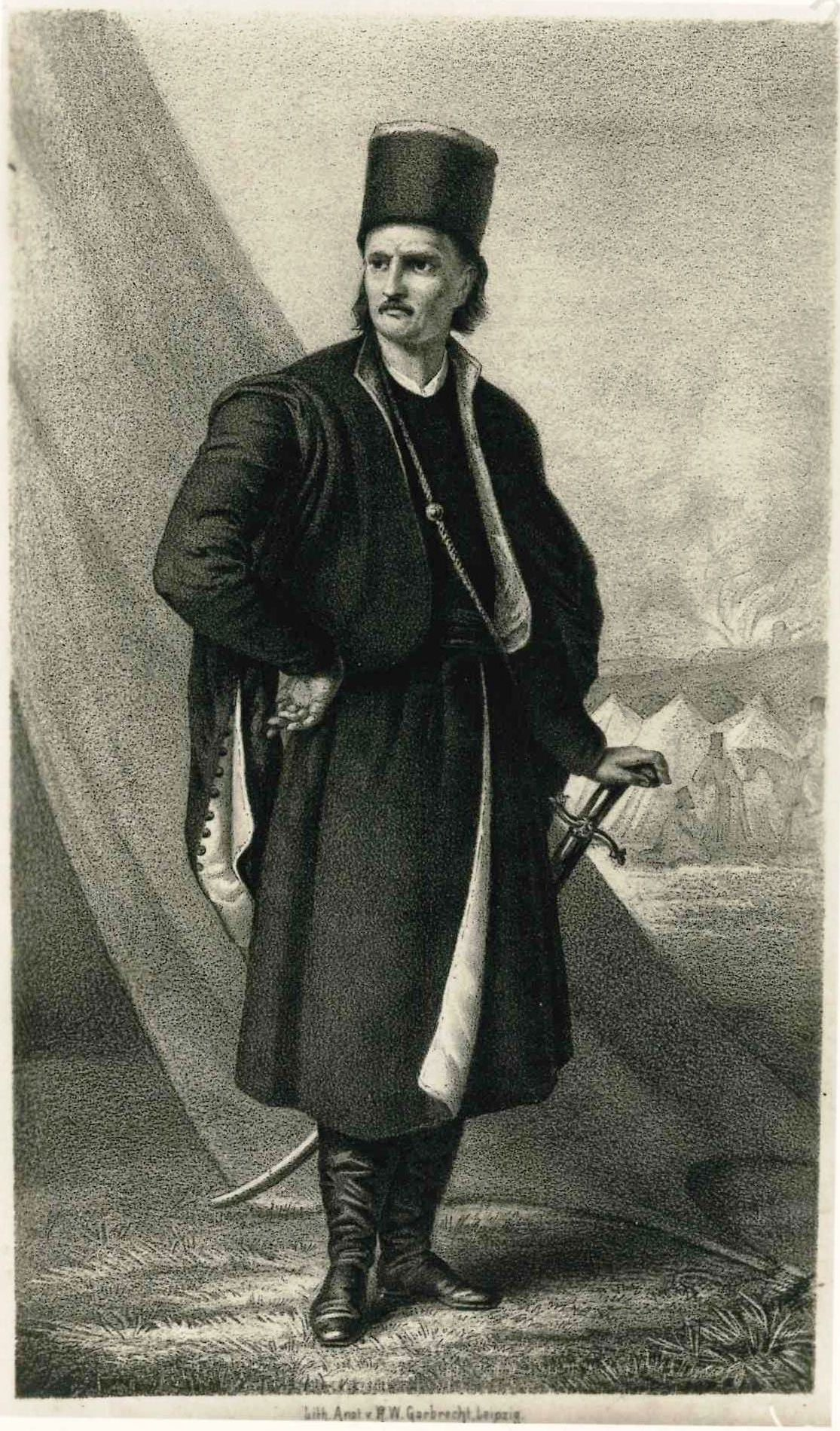
Тудор Владіміреску
Прапор Волощини у 1858 році

## Карти
- Валахія на карті 16 ст. [Архівовано 4 листопада 2013 у Wayback Machine.]
- Валахія, Молдавія, Бесарабія на карті Ріцці Заноні

### Монографії
- Steven W. Sowards: Moderne Geschichte des Balkans. Der Balkan im Zeitalter des Nationalismus. BoD 2004, ISBN 3-8334-0977-0(нім.).
- Daniel Ursprung: Die Walachei als historische Region — Schnittstelle europäischer Verflechtungen an der Peripherie. ISBN 3-8258-0069-5(нім.)
- Hrsg. von Thede Kahl, Michael Metzeltin, Mihai Răzvan Ungureanu: Rumänien: Raum und Bevölkerung. Geschichte und Geschichtsbilder. Kultur. Gesellschaft und Politik heute. Wirtschaft. Recht und Verfassung. Historische Regionen.. Lit Verlag, Wien/Münster 2006. S. 807–824. ISBN 3-7000-0593-8(нім.).
- Gerhard Ernst: Romanische Sprachgeschichte. S. 736(нім.)
- Ebba Hagenberg-Miliu, Ebba-Christina Hagenberg-Miliu: Rumänien. S. 38(рум.)
- Klaus Kreiser: Der osmanische Staat 1300—1922. S. 21(нім.)
- Istoria Poporului Român — Biblioteca de Istorie. — Editura Ştiinţifică, 1970(рум.).
- Vlad Georgescu. Istoria ideilor politice româneşti (1369—1878). — Munich, 1987(рум.).
- Neagu Djuvara. Între Orient şi Occident. Ţările române la începutul epocii moderne. — Bucharest, 1995(рум.).

### Довідники
- Ісаєвич, Я. Д. Волощина [Архівовано 1 червня 2016 у Wayback Machine.] // Енциклопедія історії України : у 10 т. / редкол.: В. А. Смолій (голова) та ін. ; Інститут історії України НАН України. — К. : Наукова думка, 2003. — Т. 1 : А — В. — С. 627. — ISBN 966-00-0734-5.